# Steve Ciarcia
Steve Ciarcia es un ingeniero en sistemas de control embebido. Se tornó popular a través de su columna Ciarcia's Circuit Cellar de la revista de BYTE, y más tarde a través de la revista Circuit Cellar. Es también el autor de Build Your Own Z80 Computer, (Construye tu Propio Ordenador Z80), publicado en 1981, y de Take My Computer...Please!, (Coge mi ordenador...Por favor!,) publicado en 1978. Más tarde compiló una colección de siete volúmenes de sus artículos de proyectos de hardware aparecidos a la revista BYTE.
Entre 1982 y 1983 publicó una serie de artículos de como construir el MPX-16, el "primer ordenador de una placa de 16-bits compatible con el PC de IBM", demostrando que se podía hacer una copia totalmente legal, las ROMs del BIOS, tardaron algo más.
El diciembre de 2009, Steve Ciarcia anunció para el mercado americano una cooperación estratégica entre Elektor y su revista Circuit Cellar,. En noviembre de 2012, Steve Ciarcia anunció que abandonaba Circuit Cellar, y Elektor cogería el relevo.
En octubre de 2014, Ciarcia adquirió, "Circuit Cellar, audioXpress, Voice Coil, Loudspeaker Industry Sourcebook" y sus respectivas páginas web, newsletters, y productos de Elektor International Media. Dichas revistas continuaron siendo publicadas por el equipo americano de Ciarcia.